# Simone
Simone ist ein Vorname. Im deutschsprachigen Raum ist Simone ein weiblicher Vorname, die männliche Form lautet Simon; im italienischsprachigen Raum ist Simone ein männlicher Vorname, die weibliche Form lautet Simona. Der Name leitet sich vom Namen Simon ab und ist damit sowohl hebräischen als auch griechischen Ursprungs. Er besitzt in den jeweiligen Sprachen unterschiedliche Bedeutungen.

## Herkunft und Bedeutung
Der Name Simone entwickelte sich aus dem männlichen Namen Simon. Dieser lässt sich zum einen von dem hebräischen Namen שִׁמְעוֹן (Schimʿon) herleiten. Dafür gibt es zwei Möglichkeiten: Eine Kurzform von der Wurzel שׁמע und der hypokoristischen Endung -ōn, möglicherweise mit ausgefallenem theophoren Element: „[Gott] hat gehört“; oder von der arabischen Wurzel Sim‘u: „Hyänenhund“.
In der griechischen Mythologie wird der Name von altgriechisch σιμός (simos) „stupsnasig“ abgeleitet, womit Simon „der Stupsnasige“ bedeutet.

## Namenstag
- 18. Februar
- 29. Juni
- 26. Juli
- 28. Oktober

## Schreibweisen und Varianten in anderen Sprachen

### Weiblich
- Jimena – spanisch[6]
- Ksymena – polnisch
- Simona – italienisch, litauisch,  rumänisch, tschechisch, slowakisch, isländisch
- Simone – deutsch, norwegisch, schwedisch, dänisch, niederländisch, französisch
- Simonetta – italienisch
- Simonette – französisch
- Simonne – französisch
- Simoona – finnisch und estnisch
- Ximena – spanisch[7]

### Männlich
→ Siehe: Simon (Vorname)#International

## Namensträger

### Weiblicher Vorname
- Simone Bär (1965–2023), deutsche Castingdirektorin
- Simone de Beauvoir (1908–1986), französische Schriftstellerin, Philosophin und Feministin
- Simone Buchanan (* 1968), australische Schauspielerin
- Simone Dewenter  (1972?–2002/03), Mordopfer, siehe Mordfall Simone Dewenter
- Simone Frost (1958–2009), deutsche Schauspielerin
- Simone Hanselmann (* 1979), deutsche Schauspielerin
- Simone Hauswald (* 1979), deutsche Biathletin
- Simone Jelks (* 1986), US-amerikanische Basketballschiedsrichterin
- Simone Klages (* 1956), deutsche Kinderbuchautorin
- Simone Koch (* 1969), deutsche Eiskunstläuferin
- Simone Lang (* 1971), deutsche Eiskunstläuferin
- Simone Lang (* 1971), deutsche Politikerin (SPD)
- Simone Larsen (* 1970), norwegische Popsängerin
- Simone Laudehr (* 1986), deutsche Fußballspielerin
- Simone Missick (* 1982), US-amerikanische Schauspielerin
- Simone Panteleit (* 1976),  deutsche Moderatorin
- Simone Peter (* 1965), deutsche Politikerin (Bündnis 90/Die Grünen)
- Simone Probst (* 1967), deutsche Politikerin
- Simone Rethel (* 1949), deutsche Schauspielerin
- Simone Segouin (1925–2023), französische Widerstandskämpferin
- Simone Signoret (1921–1985), französische Schauspielerin und Schriftstellerin
- Simone Simon (1911–2005), französische Schauspielerin
- Simone Simons (* 1985), niederländische Sängerin
- Simone Solga (* 1963), deutsche Kabarettistin
- Simona Staicu (* 1971), rumänische Langstreckenläuferin
- Simone Stelzer (* 1969), österreichische Sängerin und Schauspielerin
- Simone Thomalla (* 1965), deutsche Schauspielerin
- Simone Veil (1927–2017), französische Politikerin
- Simone Weil (1909–1943), französische Aktivistin und Philosophin
- Simone Young (* 1961), australische Dirigentin

### Männlicher Vorname
- Simone Aldrovandi (* 1994), italienischer Fußballspieler
- Simone Bacciocchi (* 1977), san-marinesischer Fußballspieler
- Simone Barlaam (* 2000), italienischer Schwimmer
- Simone Barone (* 1978), italienischer Fußballspieler und -trainer
- Simone Benedetti (* 1992), italienischer Fußballspieler
- Simone Bentivoglio (* 1985), italienischer Fußballspieler
- Simone Colombi (* 1991), italienischer Fußballspieler
- Simone Corsi (* 1987), italienischer Motorradrennfahrer
- Simone Del Nero (* 1981), italienischer Fußballspieler
- Simone Doria (* um 1135; † nach 1217), genuesischer Admiral
- Simone Farina (* 1982), italienischer Fußballspieler
- Simone Giacchetta (* 1969), italienischer Fußballspieler
- Simone Gozzi (* 1986), italienischer Fußballspieler
- Simone Grippo (* 1988), Schweizer Fußballspieler
- Simone Inzaghi (* 1976), italienischer Fußballspieler
- Simone Lo Faso (* 1998), italienischer Fußballspieler
- Simone Loria (* 1976), italienischer Fußballspieler
- Simone Martini (1284–1344), italienischer Maler
- Simone Mottini (* 1970), italienischer Freestyle-Skier
- Simone Padoin (* 1984), italienischer Fußballspieler
- Simone Pafundi (* 2006), italienischer Fußballspieler
- Simone Pavan (* 1974), italienischer Fußballspieler
- Simone Pepe (* 1983), italienischer Fußballspieler
- Simone Perrotta (* 1977), italienischer Fußballspieler
- Simone Rapp (* 1992), Schweizer Fußballspieler
- Simone Renna (* 1974), italienischer römisch-katholischer Geistlicher
- Simone Retacco († 1645), italienischer Baumeister
- Simone Scuffet (* 1996), italienischer Fußballspieler
- Simone Sozza (* 1987), italienischer Fußballschiedsrichter
- Simone Verdi (* 1992), italienischer Fußballspieler
- Simone Vergassola (* 1976), italienischer Fußballspieler
- Simone Vitale (* 1986), italienischer Fußballspieler
- Simone Zaza (* 1991), italienischer Fußballspieler

### Familienname
- Afric Simone (* 1939), mosambikanischer Sänger und Komponist
- Albin de la Simone (* 1970), französischer Chansonnier
- Alessandra Simone (* 2003), italienische Tennisspielerin
- Alina Simone (* 1974), US-amerikanische Sängerin und Autorin
- André Simone, Pseudonym des kommunistischen tschechischen Agenten Otto Katz (1895–1952)
- Dominique Simone (* 1971), US-amerikanische Pornodarstellerin
- Eduardo Simone (* 1974), argentinischer Rugby-Union-Spieler
- Franco Simone (1913–1976), italienischer Romanist, Französist und Renaissancespezialist
- Gail Simone (* 1974), US-amerikanische Comic-Autorin
- Hannah Simone (* 1980), britische Schauspielerin
- Johnny Simone (1913–1967), französischer Unternehmer und Autorennfahrer
- Lisa Simone (* 1962), US-amerikanische Jazzsängerin und Musicaldarstellerin
- Lovie Simone (* 1998), US-amerikanische Schauspielerin
- Marco Simone (* 1969), italienischer Fußballspieler
- Mercedes Simone (1904–1990), argentinische Tangosängerin, -komponistin und -dichterin
- Michele Di Simone (1929–2017), italienischer römisch-katholischer Ordensgeistlicher, Apostolischer Präfekt von Sekadau
- Nicola Simone (Diplomat) (* 1898), italienischer Diplomat
- Nicola De Simone (Fußballspieler) (1954–1979), italienischer Fußballspieler
- Niccolò de Simone (Maler)	(† 1677), flämischer Maler
- Nina Simone (1933–2003), US-amerikanische Musikerin
- Peter Joseph Simone (* 1945), US-amerikanischer Mobster
- Ultimo Simone (1903–??), brasilianischer Tennisspieler

### Künstlername
- Simone (* 1969), österreichische Sängerin und Schauspielerin, siehe Simone Stelzer
- Simone (1940–2014), deutsche Sängerin, siehe Gitta Walther

## Meteorologische Ereignisse
- Am 28. Oktober 2013 ereignete sich der Orkan Christian. Als schwedischer Name für den Orkan wurde vom Sveriges meteorologiska och hydrologiska institut Simone gewählt, weil deren Namenstag auf den 28. Oktober fällt.